# 추축국의 아시아 분단 협상

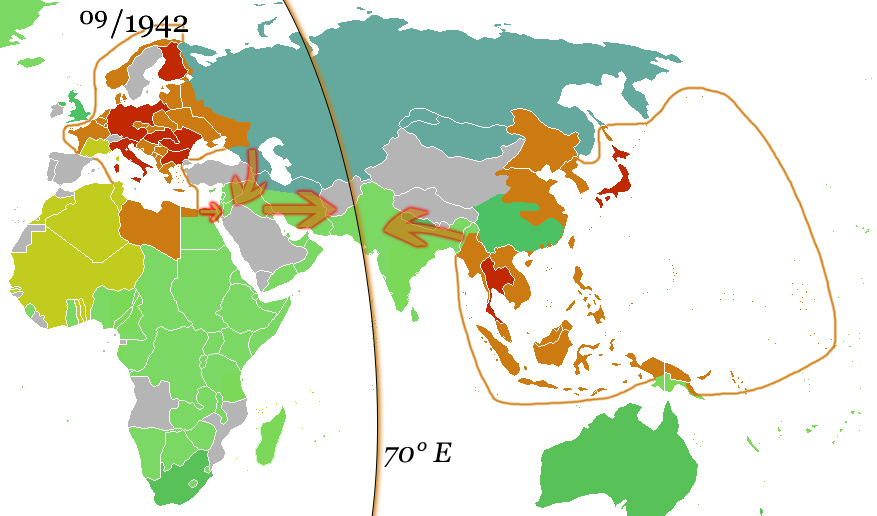
독일과 일본의 1942년 최대 진격선. 화살표 방향으로 진군하여 일본과 독일은 동경 70도로 아시아를 분할 할 계획을 가졌으나 실제로는 그에 미치지 못했다.

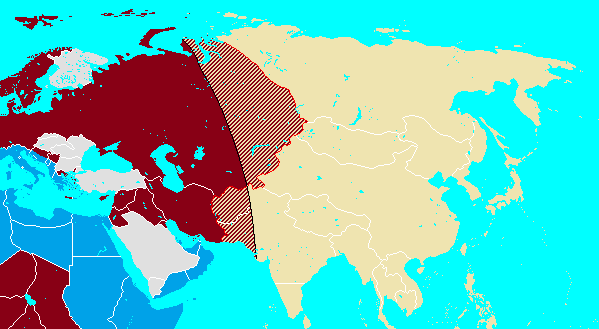
추축국이 승리한 이후, 분할 가능성이 높은 경계의 지도(다른 지역의 합병 영역도 포함되어 있다). 음영 처리된 지역은 분쟁 가능성이 있는 지역이다.
나치 독일
이탈리아 왕국
일본 제국
일본이 주장한 국경
독일이 주장한 국경

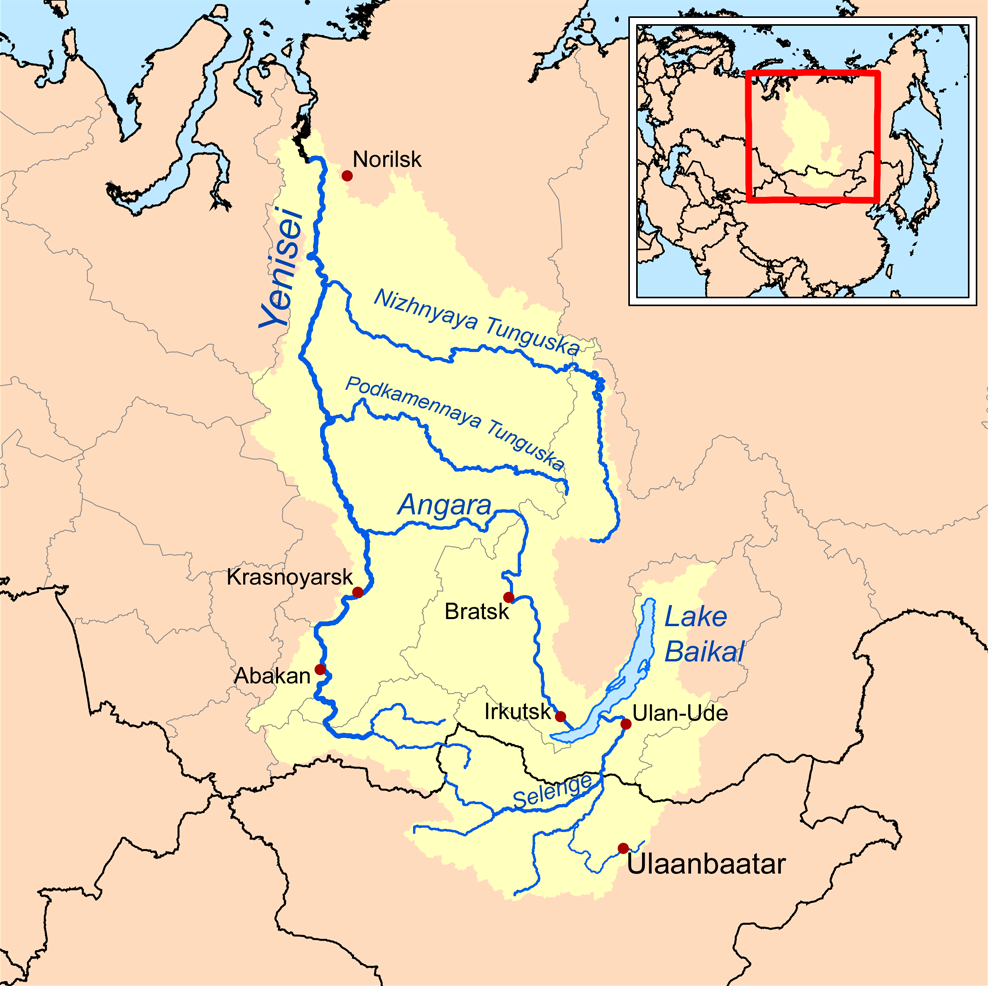
시베리아 유역의 예니세이 강의 모습.

추축국의 아시아 분단 협상이란 1941년 12월 11일 나치 독일, 이탈리아 왕국, 일본 제국이 상호 군사 동맹에 따라 미국에게 선전포고하면서 이어진 협상이다. 이 때 일본이 유럽 추축국 주요국인 2개국, 나치 독일과 이탈리아에게 아시아 대륙을 분할하자는 명확한 영토 협정을 제안하였다. 12월 15일 일본은 독일에게 동경 70도를 기준으로 분할선을 가지는 "작전 권역"(군사 책임 구역)을 나누자는 군사 협정 초안을 제시했는데, 이 초안은 오비강 북극쪽 하구에서 시작하여 남쪽을 향해 아프가니스탄 호스트 동쪽 바로 옆을 지나 인도 라지코트 바로 서쪽에서 인도양으로 빠져나가는 선으로 나치 독일이 소련을 완전히 패배시키면 이 선을 기준으로 서쪽은 나치 독일의 레벤스라움과 스파치오 비탈레의 권역으로, 동쪽은 일본 제국의 대동아공영권 아래 권역으로 두기로 하는 제안이었다.
독일 외무성 쪽에서는 이 초안이 정치권역의 특정 한계에 대한 선례를 만들어 버릴 전선이라 우려하여 제안을 좋게 생각하지 않았다. 또한 독일군은 일본이 소련-일본 중립 조약을 깨고 소련과의 전쟁에 참전하겠다거나, 심지어는 태평양 방면의 블라디보스토크를 통한 미국 물자를 끊어버리는 등의 어떠한 약속도 하지 않은 것에 대해 실망하였다.
동경 70도를 기준으로 한 임의적인 분할선은 독일 국방군의 군사경제국이 심하게 비판했는데, 서로에게 의존하는 유기적인 경제단위체로 구성된 각 영토와 국가를 관통해 잘라버리는 선이라고 보았기 때문이었다. 이 대신 독일 국방군 측은 현존하는 국경을 따라 이란 동쪽 국경, 아프가니스탄 북쪽 국경, 중국 서쪽의 탄누투바 국경, 이후 예니세이강을 따라 북극해까지 가는 분할선을 제안하였다. 이 분할선은 일본에게 영국령 인도와 아프가니스탄 전부를 주는 제시안이지만 독일군이 시베리아에서 방어하기 수월해지며, 우랄산맥 동부의 풍부한 철광석 매장지 외에도 쿠즈네츠크 평원의 산업단지를 점유할 수 있어서 더 이득이라고 판단하였다. 이와 더불어 나치 독일은 동북아시아에 공영권의 서북쪽 교두보를 바탕으로 레벤스라움 영토의 동쪽 경계를 강화하기 위해 일명 "살아있는 벽"인 군인-농민의 베르바우어 연합체 건설 계획도 수립하였다. 하지만 추축국이 서반구를 분할했을 계획과 같이 아시아 분할과 상호보완적인 2차 분계선에 대한 공식적인 제안이 존재했는지는 확인되지 않았다.
아돌프 히틀러는 일본의 제안이 수용가능하다 보고, 또한 독일이 우랄 산맥을 넘어 소련 영토 대다수를 점령한다는 일을 상상하지 않아 전면적으로 수락했다.

## 같이 보기
- A-A 선
- 오리엔트 작전
- 나치 독일의 우랄 산맥 계획
- 신질서 (나치즘)
- 북진론
- 후구계획
- 대동아 공영권
- 독일-일본 관계